# ماسیمو چکرینی
ماسیمو چکرینی (انگلیسی: Massimo Ceccherini؛ زادهٔ ۲۳ مهٔ ۱۹۶۵) بازیگر، کارگردان فیلم، و فیلم‌نامه‌نویس اهل ایتالیا است.
از فیلم‌ها یا برنامه‌های تلویزیونی که وی در آن نقش داشته‌است، می‌توان به فارغ التحصیلان، چهره پیکاسو، سرانجام، خوشبختی، چرخند، قصه قصه‌ها، آتش‌بازی، ازدواج در پاریس، تابستانی کنار دریا، به خانه برگرد گُری، به خانه خوش آمدی گُری و پینوکیو اشاره کرد.